# West Fayu
West Fayu (auch Piagailoe oder Madre Tuos) ist ein unbewohntes Atoll im Osten des Bundesstaats Yap der Föderierten Staaten von Mikronesien und gehört damit zur Inselgruppe der Karolinen im Pazifischen Ozean. Zur Unterscheidung von dem zum Staat Chuuk gehörigen und über 500 km weiter östlich gelegenen Atoll Fayu (East Fayu) wurde der Inselname mit dem Präfix West versehen.
In der Nähe des Atoll liegen mehrere Schiffswracks, dies ist auf das seichte Wasser und die Korallenriffe in der unmittelbaren Umgebung zurückzuführen.

## Geographie
West Fayu liegt 71 km nordöstlich von Lamotrek, 82 km nordwestlich von Satawal und 945 km östlich der Hauptinsel von Yap. Das Atoll liegt am westlichen Ende einer langen Kette von untermeerischen Erhebungen, die sich von der Gray Feather Bank über 180 Kilometer nach Westen erstrecken, und zu denen auch das Condor Reef, Pikelot und die Oraitilipu Bank gehören.
West Fayu ist ein kleines Atoll mit einer Länge von gut sieben Kilometern und besteht aus einem annähernd kreisförmigen Ring von Riffen, mit einem Durchmesser von 3,5 km. Ein Seitenriff erstreckt sich vier Kilometer nach Nordosten. Im Südosten gibt es eine seichte Passage für Boote in die Lagune.
Einzige Insel ist die dicht bewaldete West Fayu Island (oder Islet) bei 8° 5′ 21″ N, 146° 44′ 28″ O im Nordosten. Die Insel hat eine Landfläche von gut sechs Hektar, während die Lagune 5,6 km² misst. Die Gesamtfläche beträgt etwa 11 km². Die Lagune ist bis zu 38 Meter tief.

## Verwaltung
West Fayu gehört zur Gemeinde (municipality) Satawal. Satawal liegt 82 km südöstlich von West Fayu. Die Gemeinde gehört zum vierten Wahlbezirk des Bundesstaates Yap, einem der insgesamt fünf Wahlbezirke.